# West Virginia International Speedway
De West Virginia International Speedway is een racecircuit gelegen in Huntington, North Carolina. Het is een ovaal circuit van 0,438 mijl of 700 meter in lengte. Het circuit werd tussen 1963 en 1971 vier keer gebruikt voor wedstrijden uit de NASCAR Grand National Series. Het circuit sloot in 1972 en ging terug open in 2007 onder de naam Ona Speedway.

## Winnaars op het circuit
Winnaars op het circuit uit de Grand National Series.
| Jaar | Race              | Winnaar       | Auto     |
| ---- | ----------------- | ------------- | -------- |
| 1963 | Mountaineer 300   | Fred Lorenzen | Ford     |
| 1964 | Mountaineer 500   | Richard Petty | Plymouth |
| 1970 | West Virginia 300 | Richard Petty | Plymouth |
| 1971 | West Virginia 500 | Richard Petty | Plymouth |